# Senkevychivka
Senkevychivka (ucraniano: Сенкевичíвка; polaco: Sienkiewiczówka) es un asentamiento de tipo urbano de Ucrania, constituido administrativamente como una pedanía del municipio rural de Horodyshche, en el raión de Lutsk de la óblast de Volinia.
En 2017 la localidad tenía 1290 habitantes.
La localidad fue fundada en el siglo XVIII por colonos checos, polacos y alemanes, con el nombre de "Budky Hubynski" en tierras vendidas por el terrateniente local Senkevych. En 1924, la Segunda República Polaca lo refundó como un poblado ferroviario y le dio su topónimo actual, por hallarse en la línea de ferrocarril de Lutsk a Leópolis. Adquirió estatus urbano en 1959. Hasta 2020 formó parte del raión de Horójiv, donde era sede de un ayuntamiento urbano sin pedanías.
Se ubica al sur de la carretera H17, a medio camino entre Horójiv y la capital regional Lutsk.